# ルクセンブルク・リークス

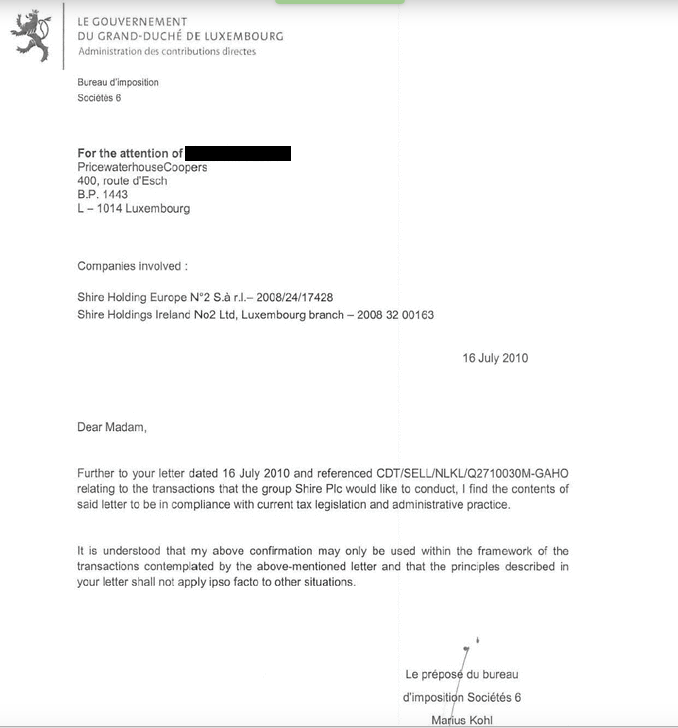
流出文書の一例、2010年7月16日付

ルクセンブルク・リークス （ドイツ語: Luxemburg-Leaks）またはルクスリークス（LuxLeaks）は、大幅な租税回避を可能とする複雑な財政構造の詳細を記した計2万8000ページにのぼる内部資料である。これらは、ルクセンブルクの税務当局が多国籍企業数百社に対して巨額の優遇課税を協定し行っていたことを示す。

## 概要
大手コンサルティング会社プライスウォーターハウスクーパースとの秘密合意文書が大量に流出し、2014年11月5日国際調査報道ジャーナリスト連合（ICIJ）によって公表された。資料によると、ペプシ、イケア、AIG、コーチ (企業)、ドイツ銀行、アボット・ラボラトリーズ、あおぞら銀行、日本板硝子、パロマ（海外法人）、その他340近い企業がルクセンブルクの課税優遇制度を利用し取引履歴を秘密保全していた。こうした企業にはバーバリー、プロクター・アンド・ギャンブル、ハインツ、JPモルガン・チェース、フェデックスなども含まれており、なかにはルクセンブルクを経由することで課税額が1%未満という企業もあった。ルクセンブルク財務相は公表されてまもなく「ヨーロッパ共同体には内政干渉する権利などない」と述べて国際世論を牽制した。12月12日、同国の検察当局は、文書を流出させたとみられるプライスウォーターハウスクーパース現地法人元職員を窃盗と資金洗浄の罪で起訴したことを明らかにした。